# Garthiella
Garthiella is een geslacht van kreeftachtigen uit de klasse van de Malacostraca (hogere kreeftachtigen).

## Soorten
- Garthiella aberrans (Rathbun, 1906)
- Garthiella sikatuna Mendoza & Manuel-Santos, 2012